# 阿尔通
阿尔通（法語：Arthon，法語發音：[aʁtɔ̃]）是法国安德尔省的一个市镇，位于该省中部，省会沙托鲁市区以南，属于沙托鲁区。

## 地理
阿尔通（46°41'37"N, 1°41'58"E）面积46.8 平方千米，位于法国中央-卢瓦尔河谷大区安德尔省，该省份为法国中部省份，北起卢瓦-谢尔省，西北接安德尔-卢瓦尔省，西南接维埃纳省，南至克勒兹省和上维埃纳省，东临谢尔省。
与阿尔通接壤的市镇（或旧市镇、城区）包括：布埃斯、比克西耶尔达亚克、热莱布瓦、勒潘索内、韦勒。

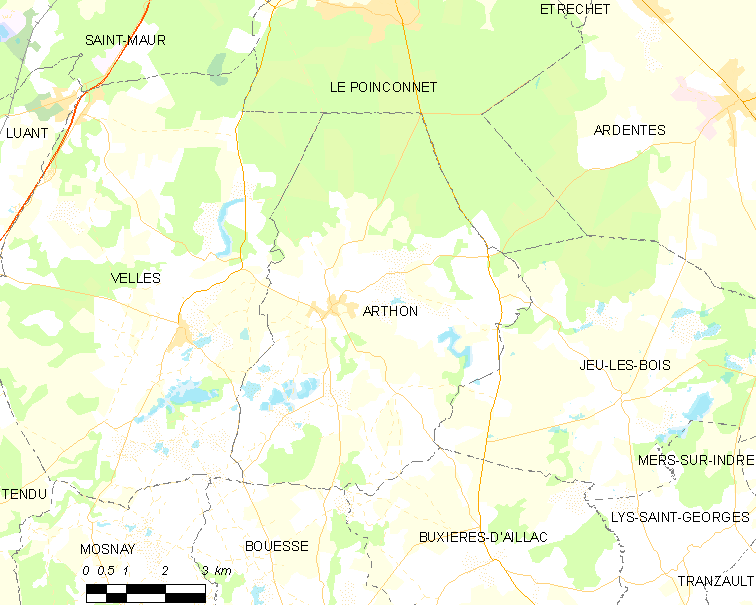
阿尔通的OSM定位图

阿尔通的时区为UTC+01:00、UTC+02:00（夏令时）。

## 行政
阿尔通的邮政编码为36330，INSEE市镇编码为36009。

## 政治
阿尔通所属的省级选区为阿尔当特县。

## 人口

1962-2008年间阿尔通人口变化图示

阿尔通于2022年1月1日时的人口数量为1216人。